# Skyphos

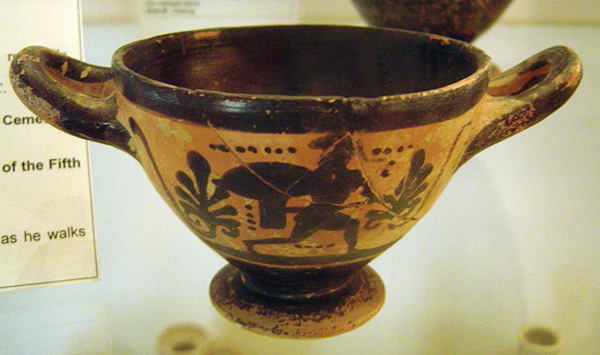
Agrigent: Schwarzfiguriger Skyphos, ca. 490–480 v. Chr.

Als Skyphos, Plural Skyphoi (altgriechisch σκύφος skýphos) bezeichnet man eine altgriechische Trinkschale mit niedrigem Fuß und zwei horizontalen Henkeln nahe der Mündung.  
Auch der mythische Becher des Herakles war ein Skyphos, daher wird das Gefäß auch als Heraklesbecher bezeichnet. Der Gefäßtyp ist auf griechischen Vasen des Schwarzfigurigen sowie Rotfigurigen Stils oft abgebildet. Vergleichbare römische Trinkgefäße werden als Scyphus bezeichnet.

## Herkunft
Die Ursprünge der Gefäßform reichen bis in die Dunklen Jahrhunderte zurück. In Korinth wurden bereits seit dem 8. Jh. v. Chr. skyphosartige Trinkgefäße hergestellt, die man in der Fachsprache als Kotylen bezeichnet. Unter den attischen schwarz- und rotfigurig bemalten Gefäßen kommt der Skyphos sehr häufig vor.

## Gebrauch

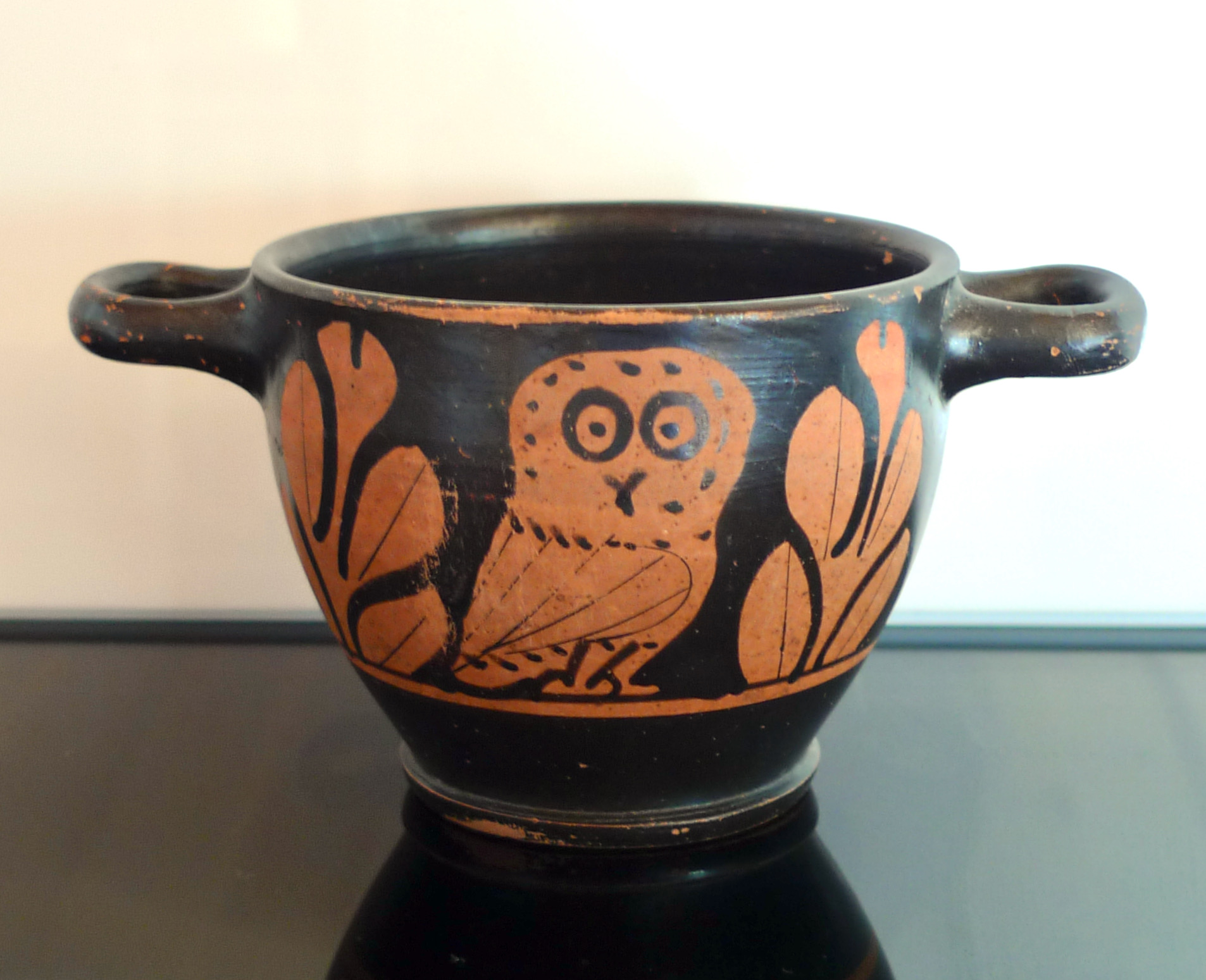
Attischer Eulen-Skyphos aus dem 5. bis 4. Jahrhundert v. Chr.

Skyphoi waren Trinkgefäße für den täglichen Gebrauch. Auf Vasenbildern sieht man, dass sie bei festlichen Gelagen (Symposia) als Trinkgefäße für Wein genutzt wurden. Die Darstellungen zeigen, dass das Gefäß beim Trinken nur mit einer Hand am Henkel gehalten wurde. Alternativ konnte man die Unterseite des Gefäßes mit einer Hand umgreifen. Skyphoi dienten darüber hinaus häufig als Grabbeigaben.
Die sogenannten Eulen-Skyphoi aus Athen fanden vor allem im 5. Jahrhundert große Verbreitung. Sie wurden in die ganze Mittelmeerwelt exportiert. John Boardman hat deshalb vermutet, dass die kleinen Gefäße als eine Art „Reiseandenken mit Stadtwappen“ fungiert haben könnten.

## Varianten

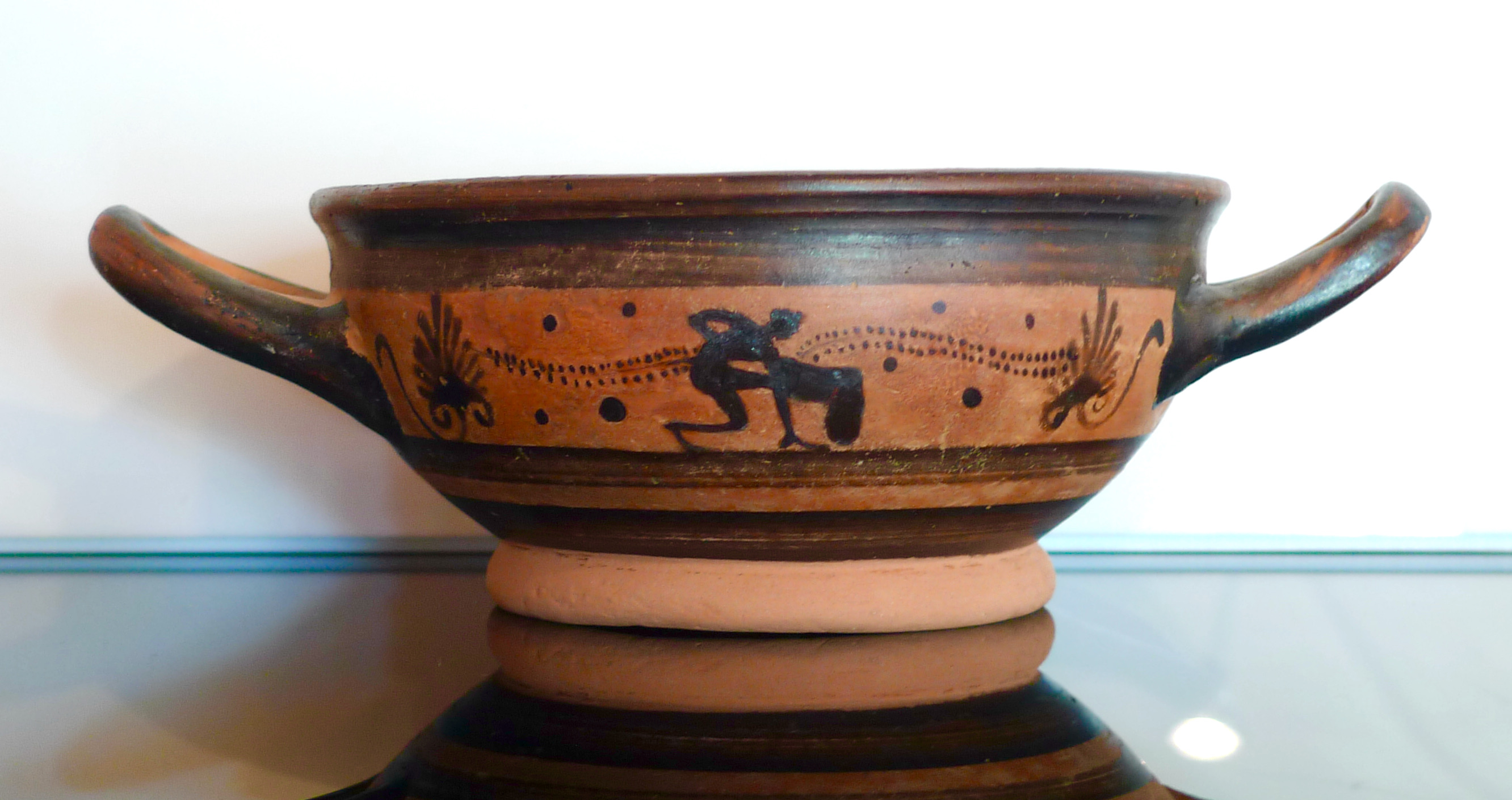
Schalen-Skyphos der Lańcut-Gruppe, 5. Jahrhundert v. Chr.

Je nach Form und Motiv werden verschiedene Varianten unterschieden: Der Band-Skyphos zeigt als Mischform auch Formelemente der so genannten Band-Schalen. Beim Schalen-Skyphos ist der Rand etwas ausladender.

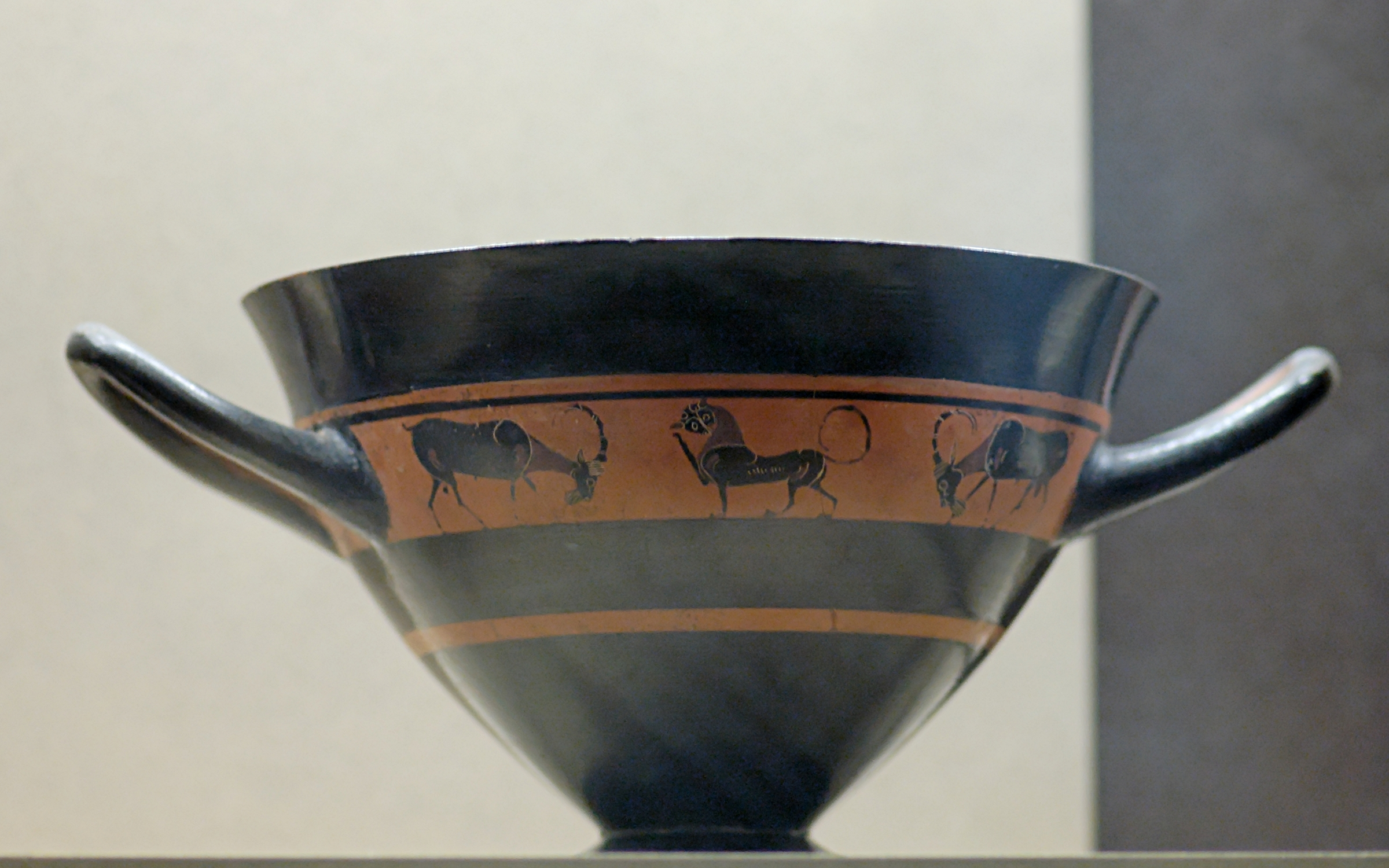
Band-Skyphos der Gruppe von Rhodos, um 550 v. Chr.

Ab etwa 530 v. Chr. wurden in Athen extrem große Skyphoi hergestellt, deren Verwendung nicht völlig geklärt ist. Sie waren wohl nicht für den täglichen Gebrauch geeignet. Eventuell wurden sie aber trotz ihrer Unhandlichkeit und ihres enormen Gewichts, das aus dem großen Fassungsvermögen resultiert, bei Symposien als Trinkgefäße verwendet. Besonders große und fein dekorierte Gefäße könnten aber auch als Geschenke gedient haben oder in Häusern zur Dekoration aufgestellt worden sein.